# Герті Тереза Корі
Ге́рті Тере́за Ра́дніц, у шлюбі Радніц-Ко́рі (англ. Gerty Theresa Cori, 15 серпня 1896, Прага, Австро-Угорщина (Чехія) —  26 жовтня 1957, США) — американська біохімік, лауреатка Нобелівської премії з фізіології або медицини 1947 року (спільно з чоловіком Карлом Корі) «за відкриття каталітичного перетворення глікогену». Вони розділили премію з аргентинським фізіологом Бернардо Усаєм, який відкрив роль гормонів передньої частки гіпофізу в метаболізмі глюкози.

## Біографія
У 1928 році разом з чоловіком прийняла американське громадянство.